# Navarcles
Navarcles és un poble cap del municipi del mateix nom, de la comarca del Bages. És situat a l'extrem oriental del Pla de Bages a 11 km de la capital de la comarca, Manresa.
L'edifici romànic més emblemàtic del Bages, el monestir de Sant Benet de Bages, és a un quilòmetre del centre de la població, ja en el terme municipal de Sant Fruitós de Bages.

## Geografia
- Llista de topònims de Navarcles (Muntanyes, serres, collades, indrets, rius, fonts, cases, masies, esglésies, etc).

El terme és molt reduït i es troba a l'esquerra del riu Llobregat, en el punt que rep les aigües del riu Calders i de la riera de Navarcles afluent de l'anterior. El centre és a 244 metres d'altitud. Hi abunden les fonts, com les anomenades de la Mina, de la Cura, de Solervicens, del Sobreeixidor, de Santa Margarida, la Font Vella, del Llac, del Lleó i la Font Nova, entre d'altres.
El terme municipal limita amb els municipis de Sant Fruitós de Bages (a l'oest), amb el riu Llobregat com a límit; Calders (a l'est i al nord), essent els límits el turó de l'Angla, el riu Calders i el torrent de la Déu i la muntanya del Galobart; i Talamanca (al sud), per la serra del Cap de la Serra.
El nucli urbà de Navarcles es divideix en els següents barris: Poble vell, Sant Bartomeu, Tres Pins i la Cura, la Creueta i Camp de Futbol, la Bonavista. Hi ha adjacents dos nuclis de població més: el Llac i la Planota, als que s'ha d'afegir el Galobart. El municipi compta també amb la masia de Solervicens, el mas del Galobart, la granja del Turó i la granja del Singla.

## Història

### Prehistòria i edat antiga
Tot i que les primeres notícies de Navarcles són en un document que data de l'any 940, sabem que el poble ja estava habitat de molt abans gràcies a les restes que s'han trobat en diverses excavacions. Les més antigues són dues gerres de bronze que daten de l'any 2000 abans de Jesucrist i que actualment es guarden al Museu de Manresa. Les primeres restes romanes que es van trobar van ser a la zona de Solervicens i les anomena Mn. Fortià Solà en el seu llibre : unes monedes dels primers segles abans de Crist. Però les restes romanes més importants es van trobar l'any 1986, a la capella de Sant Bartomeu i els seus voltants. A partir d'aquestes excavacions es va saber que hi havia una vil·la romana entre els segles i i iv. També mossèn Fortià Solà, en el seu llibre publicat l'any 1910 es refereix a algunes troballes de ceràmica i monedes romanes a les terres del mas de Solervicens i entre la capella de Sant Bartomeu i la riera de Merdaenllà. Es creu que la vil·la romana fou abandonada entre els segles IV i v, però és probable que durant l'alta edat mitjana ja hi hagués presència humana a l'actual terme municipal.

### Edat mitjana
El document de 940 on s'esmenta per primera vegada “Navarcles” és d'una venda de terres, però no és fins a un testament de l'any 1050 on s'esmenta l'església i l'agrupament de cases del seu voltant i és a partir del segle xii on ja hi ha constància de l'Església i els masos, a partir dels quals es crea el nucli urbà. Es coneix que a Navarcles no hi havia castell i, per tant, en aquesta època no hi havia senyor feudal però sí que existien grans propietaris de terres. Aproximadament l'any 960 s'estava construint el monestir de Sant Benet de Bages, que va començar a adquirir les terres del voltant, és per això que aquests propietaris van crear una parròquia amb drets parroquials sobre aquest terme municipal. Tot i així la parròquia no apareix documentada fins a l'any 1019.
A finals del segle xii i fins a mitjan segle xiii Navarcles comptava amb dos senyors feudals : Sant Benet de Bages i el bisbe de Vic. Era el monestir de Sant Benet qui nomenava el batlle i el rector. Va ser també en aquesta època que es va construir la Capella de Sant Bartomeu.
Gràcies a un capbreu de 1338, fet per l'abat de Sant Benet, es coneix que hi havia entre 50 i 60 cases, però la crisi dels segles XIV i XV va buidar el poble i els masos dels voltants. Durant aquesta crisi els pagesos que van quedar van anar comprant les terres, per això al s. XVI hi havia 8 pagesos que controlaven tot el municipi.

### Edat moderna
En un capbreu de 1689 el poble ja s'havia recuperat i tenia 72 cases la majoria agrupades al carrer Major (actual Ample) i la plaça vella. En els anys posteriors hi va haver un creixement tant de cases com de carrers, el 1853 existien 299 cases i s'havien obert els carrers Verger, Sant Benet, Nou, de la Sort Ametller i Sant Bartomeu. En definitiva, entre els segles xvii i XVIII es va configurar el nucli antic tal com el coneixem avui dia. També va ser en aquesta època que aparegueren els conflictes entre el monestir de Sant Benet i els habitants de Navarcles. El 1711 els pagesos es van negar a pagar el delme (llegums i verdures) al Monestir, i el 1753 els regidors van prendre el càrrec sense el vistiplau del monestir. En ambdós casos la justícia donà la raó al monestir.
Pel que fa a l'activitat econòmica d'aquesta època, d'ençà el segle xvi al Bages es va desenvolupar una indústria tèxtil basada en la llana que va permetre l'enriquiment d'algunes famílies que en el segle xix invertirien en fàbriques tèxtils de cotó a la vora dels rius. Navarcles també va participar d'aquesta situació i les notícies sobre paraire de llana i teixidors són abuntants. Al segle xvi la professió del 29% dels caps de casa de Navarcles estava relacionada amb els teixits de llana o de lli, segons un capbreu de 1596 del monestir de Sant Benet de Bages. Al llarg del segle xvii el tèxtil devia entrar en decadència perquè el 1687 quan tots els navarclins van haver de declarar al monestir de Sant Benet els béns que tenien només tres persones declararen una professió tèxtil. Fins al segle s.XVIII les activitats relacionades amb el tèxtil no tornaran a ser importants. 

### Edat contemporània
Després de molts conflictes, el 1801 els navarclins van demanar deixar de dependre de Sant Benet per dependre de la Corona, cosa que no van aconseguir. Finalment el 1835 els monjos marxaren definitivament del monestir i es va abolir el règim senyorial. A partir d'aleshores els navarclins en lloc de pagar delmes, havien de pagar censos, primer a l'Estat i després al propietari del monestir, fins que el 1852 una carta de l'administrador de finques de l'Estat va posar fi als pagaments.
La fi del règim senyorial no va significar el final dels conflictes, aquests van continuar essent presents en la vida política del municipi. El poble tenia dues bandes i els regidors estaven enfrontats entre ells. Les eleccions municipals de 1893 van ser anul·lades a causa dels enfrontaments i manipulacions i alguns dels regidors elegits no ho pogueren ser perquè estaven processats. La majoria de la població (obrers i pagesos) eren partidaris de l'esquerra i, per tant, els alcaldes acostumaven a ser republicans. Un dels alcaldes més populars fou Joan Errasti (1909 - 1915) republicà radical que feu grans millores al municipi com l'arribada de l'electricitat, la construcció del nou edifici de l'Ajuntament, les casetes de la carn a la Plaça de la Vila, etc.
A l'època de la República, el món polític de Navarcles es dividia entre esquerres, catòlics i dretes (que s'anomenaven Centre Català), les primeres eleccions les guanyaran els d'esquerres, però al llarg dels anys hi va haver períodes on va governar la dreta. Durant la Guerra Civil els regidors de dretes foren expulsats de l'Ajuntament i en acabar la Guerra van ser aquests els que prengueren el govern municipal.

### Industrialització
Al llarg del s. XIX els navarclins van veure construir quatre fàbriques al Llobregat (la del Riu, la del Pont, la de Sant Benet i la del Galobart) i dues al Calders (Cal Tàpies i el Moli d'en Serra). La fàbrica del Pont i la fàbrica de Sant Benet foren aixecades a l'altra banda del riu, terme municipal de Sant Fruitós de Bages. Navarcles es va veure afavorit per la proximitat fluvial. Les dones i els nens, destres en la filatura van aprofitar les seves habilitats per treballar a les fàbriques i van haver de sotmetre’s a l'horari laboral. El treball tèxtil de la dona es complementava amb les feines de pagès de l'home.

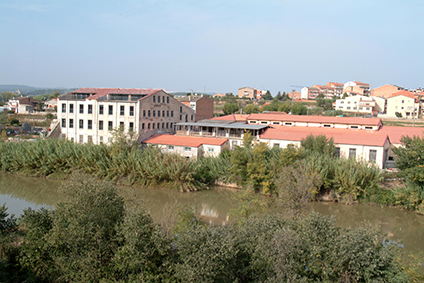
La Fàbrica del Riu

La Fàbrica del Riu es creu que va ser la primera que es va construir al poble.
La Fàbrica del Pont es va construir cap al 1825 i substituïa un molí edificat el 1817. Aquesta fàbrica està en terreny de Sant Fruitós de Bages tot i que els seus treballadors eren majoritàriament de Navarcles. El fundador va ser Joan Herp i Cia. Fou una empresa dedicada als teixits de llana fins que el 1850 començà a produir cotó. Fou en aquesta època quan aparegueren els primers problemes econòmics a la família Herp. Va haver-hi diverses compravendes al llarg dels anys. Durant els anys 30 fou coneguda com a colònia Vives, ja que el propietari era Francesc Vives i Oller un comerciant de Barcelona. Les compravendes van continuar durant la segona meitat del s. XX. Cap a finals dels anys 80 la fàbrica es va dividir en diferents parts que van ser comprades per petites empreses.
La Fàbrica de Sant Benet també es troba al terme municipal de Sant Fruitós de Bages. La va construir cap al 1856 Josep Vidal i Sellarès juntament amb el seu soci Isidre Puig. A mesura que els fundadors es van anar morint els socis van anar canviant per la via de l'herència fins que el 1946 es va crear una societat anònima MIPSA. Els problemes econòmics van començar a la dècada dels 60. A causa de la crisi industrial, el 1985 La Caixa es convertí en propietària de la fàbrica. Aquest fet i un incendi que va destruir gairebé totes les naus posaven punt final a una de les empreses tèxtils més importants de la comarca.
El Calders és un riu menys cabalós però també va se'n va aprofita l'energia hidràulica. La Fàbrica de Cal Tàpies es va construir cap al 1890. Els Tàpies van ser paraires de Navarcles durant el segle xviii i al s. XIX procuraren participar en les activitats tèxtils del cotó. L'any 1902 la van vendre a Joan Esquius i Ribera que la va arrendar a Josep Raventós. La fàbrica funcionà fins al 1971 i poc després fou ensorrada. El 1982 es va cedir el canal a l'Ajuntament de Navarcles que el fa servir per portar aigua a la depuradora. El 1996 l'Ajuntament va comprar els terrenys on hi havia hagut la fàbrica.
Prop de la confluència entre el riu Calders i el Llobregat trobem la Fàbrica del Molí d'en Serra. El molí on es troba aquesta fàbrica data del segle xiv (que s'anomenava molí del Grau) i a partir del s. XIX es va convertir en fàbrica tèxtil. El 1805 es va arrendar als navarclins Valentí i Domingo Solervicens per posar-hi màquines de filar cotó. Al llarg del s. XIX hi va haver diverses compravendes de l'edifici fins que el 1924 la va comprar Martí Oliva que la va ampliar dues vegades. El 1967 va tornar a canviar de mans i als anys vuitanta deixà de dedicar-se al sector tèxtil definitivament.

## Paisatge urbà

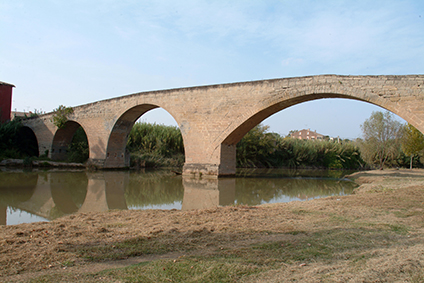
El Pont Vell de Navarcles

### Ponts
El fet que Navarcles estigui envoltat d'aigua, pel riu Calders i el Llobregat, fa que els ponts siguin un element molt important del municipi, especialment elPont Vell, el més antic i emblemàtic. Els ponts han facilitat la comunicació de Navarcles amb la resta de la comarca i, per tant, han contribuït al seu creixement econòmic i social.
El Pont Nou és el segon més antic del municipi. Està situat damunt del riu Llobregat, per on circula la carretera que uneix Manresa amb Moià. Aquest pont delimita els termes municipals de Navarcles i Sant Fruitós de Bages. Es començà l'any 1857, durant la construcció de la carretera que unia Manresa i Vic. L'obra es va abandonar diverses vegades i es va allargar fins al 1863, quan una riuada provocà danys materials al pont. Finalment el pont es va poder inaugurar l'any 1865. La construcció d'aquest pont va importar una millora econòmica al municipi: el 1866 començà a funcionar la fàbrica del Galobard, al marge del Llobregat, molt a prop del pont nou.
El Pont del Molí d'en Serra, sobre el riu Calders, és un dels més importants, per ésser un dels més utilitzats. Es troba a la carretera BV-1221, que enllaça el poble de Navarcles amb el barri de la Planota, i a més és la via principal d'entrada i sortida del municipi. El seu nom es deu al fet que està situat al costat de la fàbrica del Molí d'en Serra, la més antiga del municipi. El pont es va construir l'any 1916 i fa 84 metres de llarg. L'any 1986 se'n va fer una ampliació i va passar de tenir 6 metres d'ample a tenir-ne 13,10, cosa que va permetre fer un pas per als vianants paral·lel a la carretera. Durant els anys ha sofert alguns danys a causa de les riuades, però cap de tant important com a l'octubre de 1994, quan es van malmetre alguns fonaments i es trencaren gran part de les baranes.
El Pont de Sant Benet, sobre el riu Llobregat, connecta Navarcles amb el monestir de Sant Benet de Bages. Va ser construït a principi dels anys 20 tot i que tenim notícia que a l'edat mitjana en aquest mateix indret hi havia un pont que es va enderrocar al s. X. La riuada de 1994 es va emportar el pont i l'any 1997 es va reconstruir.

### El llac del riu Calders (conegut com la Platja)[16]
El llac de Navarcles és un eixamplament del riu Calders que els navarclins han freqüentat des de fa dècades, per pescar i banyar-se. Al llarg dels anys ha patit diversos remodelacions, l'última va ser l'any 1994, després d'unes inundacions que van deixar la zona molt malmesa. Alguns dels elements més coneguts de la zona són les passeres, el mur del canal o la resclosa. Va ser la construcció del mur per fer el canal de cal Tàpies el que segurament va modificar el curs del riu i va fer que es formés un embassament molt utilitzat pels navarclins per banyar-se. El 1967 es va construir la resclosa que va permetre que es pogués travessar el riu tant a peu com en cotxe i, per tant, les passeres de formigó van deixar d'utilitzar-se. També va ser a partir de la construcció de la resclosa que els navarclins van començar a anomenar el lloc "Navarcles Playa", que va començar a rebre visitants de la comarca que venien a banyar-se i gaudir de l'entorn. Durant els anys 70 del segle xx va ser un lloc molt concorregut, però cap als anys 80 la zona va decaure, i al 1987 l'ajuntament es va plantejar rehabilitar-lo. Després de la rehabilitació el llac va quedar en més bon estat però no va recuperar l'afluència de visitants que havia tingut la dècada anterior. El 1994, una devastadora riuada va destruir totalment la zona i va arrossegar troncs i brutícia. Amb la reconstrucció que s'hi va fer, que va acabar l'any 1996, la zona oferia noves possibilitats d'oci, per això l'ajuntament va fer una concessió d'explotació del lloc a una empresa, que fins a l'actualitat hi ofereix activitats d'esports d'aventura.

## Política i administració[17]
L'any 1975, després de la mort de Franco, es van anar formant els partits polítics de Navarcles: PSUC, Convergència Democràtica i el PSC. A les primeres eleccions municipals, el 1979, el PSUC i la Unió Centre Democràtic van aconseguir quatre regidors cadascun, i van acabar formant govern el PSUC amb els vots dels socialistes, essent alcalde Josep M. Carrillo.
| Període     | Alcalde o alcaldessa                      | Partit polític      | Data de possessió | Observacions |
| ----------- | ----------------------------------------- | ------------------- | ----------------- | ------------ |
| 1979–1983   | José M. Carrillo Plana                    | PSUC                | 19/04/1979        | --           |
| 1983–1987   | Secundi Soldevila Sellarés                | CIU                 | 28/05/1983        | --           |
| 1987–1991   | Secundi Soldevila Sellarés                | CIU                 | 30/06/1987        | --           |
| 1991–1995   | Secundi Soldevila Sellarés                | CIU                 | 15/06/1991        | --           |
| 1995–1999   | Albert Brunet Bosch                       | PSC                 | 17/06/1995        | --           |
| 1999–2003   | Albert Brunet Bosch                       | PSC                 | 03/07/1999        | --           |
| 2003–2007   | Maria Carme Alòs Pintó                    | CIU                 | 14/06/2003        | --           |
| 2007–2011   | Albert Brunet Bosch / Llorenç Ferrer Alòs | PSC                 | 16/06/2007        | --           |
| 2011–2015   | Llorenç Ferrer Alòs                       | PSC                 | 11/06/2011        | --           |
| 2015–2019   | Llorenç Ferrer Alòs                       | Sumem per Navarcles | 13/06/2015        | --           |
| 2019-2023   | Josep Maria Feliu Selga                   | Ara Navarcles-AM    | 15/06/2019        | --           |
| Des de 2023 | Alba Pérez i Subirana                     | Ara Navarcles-AM    | 17/06/2023        | --           |

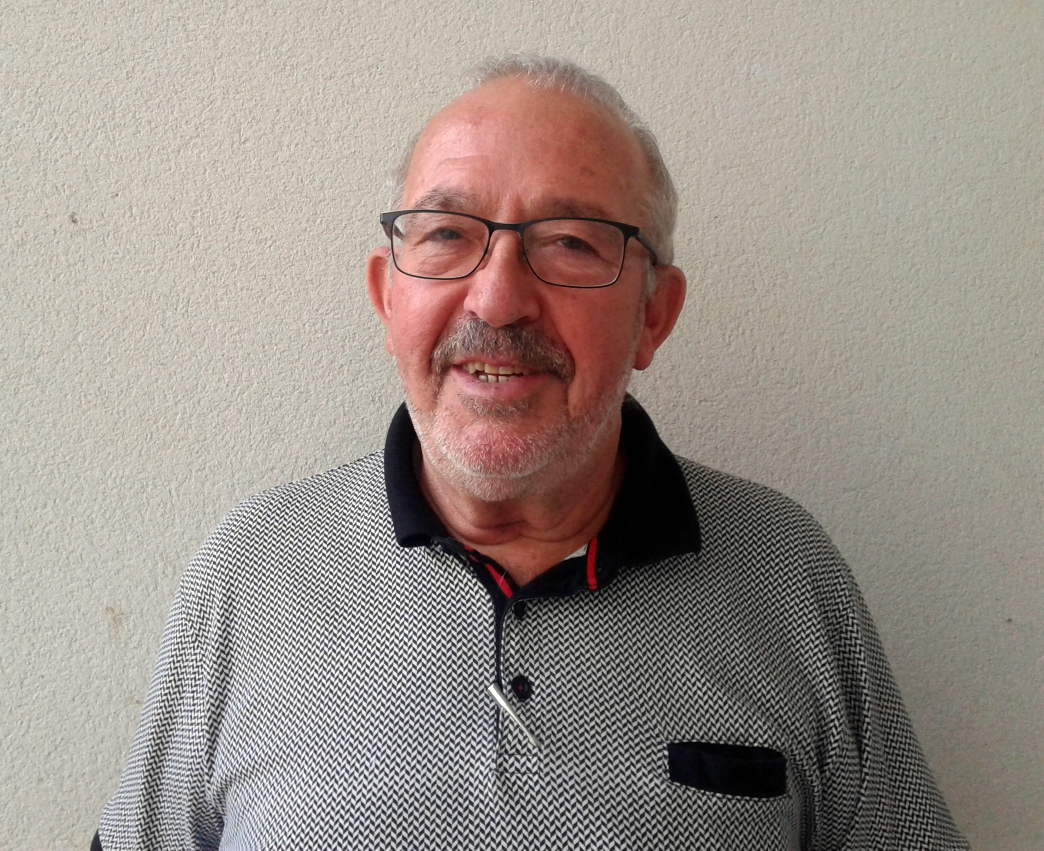
Josep M. Feliu Selga, escollit alcalde el 2019

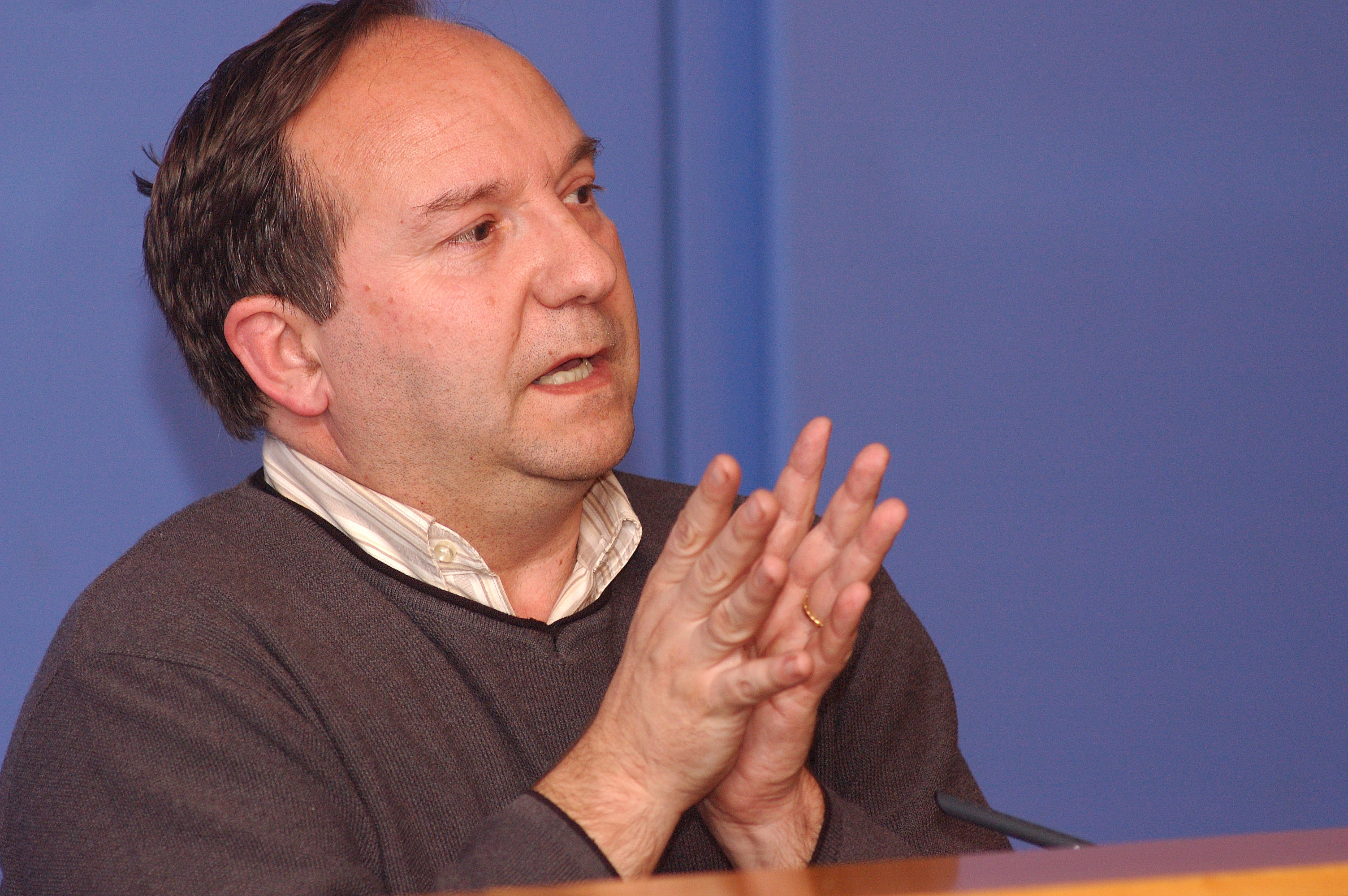
Llorenç Ferrer va ser alcalde del 2011 al 2019

Resultats electorals de Navarcles, 2023
| Candidatura                          | Cap de llista         | Vots | Regidors |
| ------------------------------------ | --------------------- | ---- | -------- |
| Ara Navarcles-AM                     | Alba Pérez i Subirana | 911  | 6        |
| Junts per Catalunya                  | Juan Zapata Lluch     | 583  | 3        |
| Partit dels Socialistes de Catalunya | Sònia Hernández Rubio | 435  | 2        |
| Navarcles En Comú Podem-Confluència  | José Juan Roda Rubio  | 360  | 2        |

Participació : 50,04%
Resultats electorals de Navarcles, 2015
| Candidatura                                         | Cap de llista         | Vots | Regidors |
| --------------------------------------------------- | --------------------- | ---- | -------- |
| Sumem per Navarcles                                 | Llorenç Ferrer Alòs   | 975  | 5        |
| Convergencia i Unió                                 | M. Carme Alòs Pintó   | 919  | 4        |
| Candidatura d'Unitat Popular - Poble Actiu          | Aleix Solé Sellarès   | 387  | 2        |
| Iniciativa per Catalunya Verds - EUiA - Entesa      | Josep Joan Roda Rubió | 284  | 1        |
| Esquerra Republicana de Catalunya - Acord Municipal | Concepció Padró       | 254  | 1        |
| Partit Popular                                      |                       | 121  | 0        |

Participació : 62,85%

## Demografia
| Entitat de població | Habitants (2024) |
| Navarcles           | 5.818            |
| el Llac             | 184              |
| la Planota          | 152              |
| Colònia Galobard    | 4                |
| Font: Idescat       |                  |

| 1497 f | 1515 f | 1553 f | 1717 | 1787 | 1857  | 1877  | 1887  | 1900  | 1910  |
| ------ | ------ | ------ | ---- | ---- | ----- | ----- | ----- | ----- | ----- |
| -      | 10     | 18     | 214  | 597  | 1.441 | 1.759 | 1.876 | 1.714 | 1.768 |

| 1920  | 1930  | 1940  | 1950  | 1960  | 1970  | 1981  | 1990  | 1992  | 1994  |
| ----- | ----- | ----- | ----- | ----- | ----- | ----- | ----- | ----- | ----- |
| 1.709 | 2.173 | 2.079 | 2.110 | 2.666 | 3.384 | 4.598 | 5.169 | 5.157 | 5.157 |

| 1996  | 1998  | 2000  | 2002  | 2004  | 2006  | 2008  | 2010  | 2012  | 2014  |
| ----- | ----- | ----- | ----- | ----- | ----- | ----- | ----- | ----- | ----- |
| 5.225 | 5.312 | 5.318 | 5.400 | 5.498 | 5.723 | 5.818 | 5.964 | 5.973 | 6.003 |

| 2016  | 2018  | 2020  | 2022  | 2024  | 2026 | 2028 | 2030 | 2032 | 2034 |
| ----- | ----- | ----- | ----- | ----- | ---- | ---- | ---- | ---- | ---- |
| 5.988 | 5.966 | 6.057 | 6.067 | 6.160 | -    | -    | -    | -    | -    |

## Festes, tradicions i festival
El Festival Internacional de Cinema Solidari de Navarcles se celebra durant tres setmanes d'abril i maig. Ofereix sobretot cinema de qualitat i de contingut social, amb l'objectiu de sensibilitzar la població sobre els problemes del nostre món i promoure el debat en la societat. El festival comporta un concurs de filmets i curtmetratges que els espectadors voten. Des del 2004 concedeix el Premi Pere Casaldàliga a la Solidaritat a una persona o entitat que s'hagi significat més o especialment en la defensa dels principis que inspiren el Festival.
Els patrons del poble són la Mare de Déu de l'Assumpció i sant Valentí de Terni, l'arqueta de les relíquies del qual es conserven a la parròquia des de 1836, provinents de Sant Benet de Bages. Amb aquest motiu es fan les festes majors d'estiu el 15 d'agost i les d'hivern el 14 de febrer.
- Article principal: Valentí de Terni#Relíquies i patronatge de Navarcles

## Vida associativa i entitats
- Club Futbol de Navarcles
- Festa alternativa Navarcles

## Llocs d'interès
Llista de monuments de Navarcles inclosos en l'Inventari del Patrimoni Arquitectònic Català.
- L'Església de Santa Maria de Navarcles del segle xviii, construïda sobre una anterior església romànica, amb un imponent campanar barroc.
- L'Ajuntament, d'estil modernista construït el 1912.
- El Pont Vell, de 1796.
- La Capella de Sant Bartomeu del segle x, construïda sobre una antiga vil·la romana.
- La Fàbrica del Riu de Navarcles, 1818.
- L'anomenada platja de Navarcles, un llac molt concorregut pels seus habitants.
- El Centre Cultural La Creueta, que des de l'abril del 2013 també incorpora la biblioteca pública Sant Valentí de Navarcles.[19][20]